# 制震
在地震多发地区，制震是一種工程方法，是指在建築設計中通過一系列措施減緩地震對建築物的影響。例如有些建築內會安裝風阻尼器和制震壁。     

## 另見
- 碰撞测试